# Thomas Benton Slate
Thomas Benton Slate (geboren am 2. Dezember 1880 in Tangent, Linn County, Oregon; gestorben am 26. November 1980 in Corvallis, Oregon) war ein US-amerikanischer Erfinder und Unternehmer. Er gründete an der Ostküste das Unternehmen DryIce und stellte kommerziell Trockeneis her. Er verkaufte es und gründete 1925 das Unternehmen Slate Aircraft Company zum Bau von Luftschiffen, errichtete eine Luftschiffhalle an der Südseite vom Glendale Airport, Glendale, Kalifornien, und baute ein Ganzmetallluftschiff für zivile Zwecke mit einer Außenhülle aus Duraluminium. Die mit Wasserstoff befüllte „City of Glendale“ war 212 Fuß lang. Die Kabine war 80 Fuß lang und für die Passagiere komfortabel. Das Luftschiff ging beim ersten Rollout am 19. Dezember 1929 zu Bruch, weil ein Überdruckventil versagt hatte. Eine Fortsetzung der Arbeiten war wegen der Weltwirtschaftskrise nicht mehr möglich.